# 吕庄水库
吕庄水库是中国山西省运城市闻喜县境内的一座水库，位于束水河上，建于1960年。水库正常库容为1237万立方米，集雨面积为879平方千米，海拔为480.89米。